# Törpemaréna
A törpemaréna (Coregonus albula) a sugarasúszójú halak (Actinopterygii) osztályának lazacalakúak (Salmoniformes) rendjébe, ezen belül a lazacfélék (Salmonidae) családjába tartozó faj.

## Előfordulása
A törpemaréna élőhelye Észak-Európa országai Svédország, Finnország, Dél-Norvégia, a Balti-tenger vidéke egészen Észak-Oroszországig. Betelepítés útján került a Waginger-tóba (Bajorország), Franciaországba és Dél-Oroszországba. Magyarországon alkalmi vendég a Dunában. Több alkalommal kísérleteztek magyarországi telepítésével 1955-ben és 1958-ban a Balatonba helyeztek ki zsenge ivadékot, de a faj nem tudott alkalmazkodni a sekély és erősen felmelegedő vízhez. Utoljára 1972.-ben a Duna felső szakaszán sikerült két példányát azonosítani.

## Alfajai
- Coregonus albula albula
- Coregonus albula vodlosericus

## Megjelenése
A teste megnyúlt, oldalról erősen lapított. Kúp alakú feje viszonylag apró a testéhez viszonyítva. Az orra hegyes, szájnyílása kicsi, és felső állású. Szűk szájnyílása csak a szem elülső szegélyéig ér, rézsút felfelé irányul. Alsó állkapcsa kissé előrenyúlik. Szemei nagyok, körülbelül olyan hosszúak, mint az orra. Pikkelyei nagyobbak, mint a lazacformáké és oldalvonala teljes. A hátúszó 11-13, farok alatti úszója 13-17 úszósugár merevíti és a mélyen kimetszett farokúszó között zsírúszó van. Az első kopoltyúíven 36-52 hosszú, sűrűn elhelyezkedő kopoltyútüske van. Háta sötét, kékesen vagy zöldesen csillogó, oldala és hasoldala ezüstösen fehér. Úszói sötéten szegettek szürke színűek. Testhossza 15-30 centiméter, a leghosszabb példányok a (Ladoga-tó)ban élnek, ezek elérik a 45 centiméteres hosszúságot is.

## Életmódja
A törpemaréna a tavakban csapathalként a nyílt vízben él, a sekélyebb parti részek homok- vagy kavicspadjait csak íváskor keresi fel. A Balti-tengerben vándorhal. Tápláléka planktonrákok (vízibolhák, kandicsrákok stb.).

## Szaporodása
A szeptember és december közötti ívási időben a folyókba úszik fel. Ikrái (a nőstény nagyságától függően 3000-14000 darab között lehet) a fenéken homokos aljzaton tapadnak meg. A kelési idő 100-150 nap 6-7 Celsius-fokos vízhőmérsékletnél. A fiatalok nagyon gyorsan nőnek, és már 2. életévük végén ivarérettek.

## Horgászata és felhasználása
Védett és ritka állat, azonban Finnországban korlátok között, de engedélyezett a horgászata. Az áramlatban felfelé törekvő halat speciális merítőhálóval fogják a finn horgászok kihasználva azt a tulajdonságát, hogy időnként megpihen a folyómeder mélyedéseiben. Az ország belső területein horgásszák és a finn konyha ínyenc falatjait adja. .